# CONCACAF Gold Cup 2013
De CONCACAF Gold Cup 2013 was de twaalfde editie van de CONCACAF Gold Cup, het voetbalkampioenschap van Noord- en Centraal-Amerika en de Caraïben. Het toernooi werd gehouden in de Verenigde Staten. Winnaar Verenigde Staten plaatste zich voor de CONCACAF Cup 2015, een play-offwedstrijd tegen de winnaar van de CONCACAF Gold Cup 2015 om te bepalen welk team zich zou plaatsen voor de FIFA Confederations Cup 2017.

## Geplaatste teams

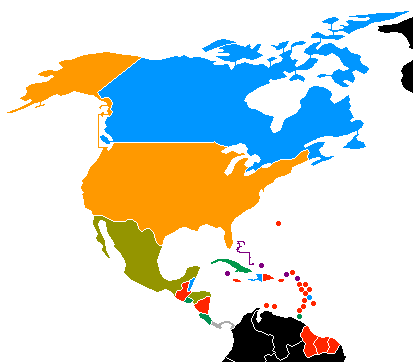
Kampioen (Verenigde Staten)
Tweede (Panama)
Halve finale (Honduras en Mexico)
Plaatsten zich voor de Knock-outfase
Groepsfase
Niet gekwalificeerd
Niet meegedaan aan kwalificatie
Geen CONCACAF lid

| Team                                                                         | Kwalificatie           | Aantal deelnames       |
| Noord-Amerikaanse Zone                                                       | Noord-Amerikaanse Zone | Noord-Amerikaanse Zone |
| ---------------------------------------------------------------------------- | ---------------------- | ---------------------- |
| Verenigde Staten                                                             | Gastland               | 12e                    |
| Mexico                                                                       | Automatisch geplaatst  | 12e                    |
| Canada                                                                       | Automatisch geplaatst  | 11e                    |
| Caraïben gekwalificeerd na deelname aan de Caribbean Cup 2012                |                        |                        |
| Cuba                                                                         | Winnaar                | 7e                     |
| Trinidad en Tobago                                                           | Tweede                 | 8e                     |
| Haïti                                                                        | Derde                  | 5e                     |
| Martinique                                                                   | Vierde                 | 4e                     |
| Centraal-Amerika gekwalificeerd na deelname aan de Copa Centroamericana 2013 |                        |                        |
| Costa Rica                                                                   | Winnaar                | 11e                    |
| Honduras                                                                     | Tweede                 | 11e                    |
| El Salvador                                                                  | Derde                  | 8e                     |
| Belize                                                                       | Vierde                 | 1e                     |
| Panama                                                                       | Vijfde                 | 6e                     |

## Speelsteden
Op 23 januari 2013 maakte de CONCACAF de 13 speelsteden bekend.
| Pasadena, CA       | Arlington, TX | Denver, CO | Miami Gardens, FL | Atlanta, GA        |
| ------------------ | --- | --- | --- | ------------------ |
| Rose Bowl          | Cowboys Stadium | Sports Authority Field | Sun Life Stadium | Georgia Dome       |
| Capaciteit: 92.542 | Capaciteit: 80.000 | Capaciteit: 76.125 | Capaciteit: 74.918 | Capaciteit: 71.228 |
| Groep A            | Halve finales | Groep A | Groep B | Kwartfinales       |
|                    | | | |                    |
| Baltimore, MD      | · East Hartford Atlanta Baltimore Arlington Sandy Portland Chicago Denver Houston Miami Gardens Pasadena Harrison Seattle Locatie speelsteden CONCACAF Gold Cup 2013 | · East Hartford Atlanta Baltimore Arlington Sandy Portland Chicago Denver Houston Miami Gardens Pasadena Harrison Seattle Locatie speelsteden CONCACAF Gold Cup 2013 | · East Hartford Atlanta Baltimore Arlington Sandy Portland Chicago Denver Houston Miami Gardens Pasadena Harrison Seattle Locatie speelsteden CONCACAF Gold Cup 2013 | Seattle, WA        |
| M&T Bank Stadium   | · East Hartford Atlanta Baltimore Arlington Sandy Portland Chicago Denver Houston Miami Gardens Pasadena Harrison Seattle Locatie speelsteden CONCACAF Gold Cup 2013 | · East Hartford Atlanta Baltimore Arlington Sandy Portland Chicago Denver Houston Miami Gardens Pasadena Harrison Seattle Locatie speelsteden CONCACAF Gold Cup 2013 | · East Hartford Atlanta Baltimore Arlington Sandy Portland Chicago Denver Houston Miami Gardens Pasadena Harrison Seattle Locatie speelsteden CONCACAF Gold Cup 2013 | CenturyLink Field  |
| Capaciteit: 71.008 | · East Hartford Atlanta Baltimore Arlington Sandy Portland Chicago Denver Houston Miami Gardens Pasadena Harrison Seattle Locatie speelsteden CONCACAF Gold Cup 2013 | · East Hartford Atlanta Baltimore Arlington Sandy Portland Chicago Denver Houston Miami Gardens Pasadena Harrison Seattle Locatie speelsteden CONCACAF Gold Cup 2013 | · East Hartford Atlanta Baltimore Arlington Sandy Portland Chicago Denver Houston Miami Gardens Pasadena Harrison Seattle Locatie speelsteden CONCACAF Gold Cup 2013 | Capaciteit: 67.000 |
| Kwartfinales       | · East Hartford Atlanta Baltimore Arlington Sandy Portland Chicago Denver Houston Miami Gardens Pasadena Harrison Seattle Locatie speelsteden CONCACAF Gold Cup 2013 | · East Hartford Atlanta Baltimore Arlington Sandy Portland Chicago Denver Houston Miami Gardens Pasadena Harrison Seattle Locatie speelsteden CONCACAF Gold Cup 2013 | · East Hartford Atlanta Baltimore Arlington Sandy Portland Chicago Denver Houston Miami Gardens Pasadena Harrison Seattle Locatie speelsteden CONCACAF Gold Cup 2013 | Groep A            |
|                    | · East Hartford Atlanta Baltimore Arlington Sandy Portland Chicago Denver Houston Miami Gardens Pasadena Harrison Seattle Locatie speelsteden CONCACAF Gold Cup 2013 | · East Hartford Atlanta Baltimore Arlington Sandy Portland Chicago Denver Houston Miami Gardens Pasadena Harrison Seattle Locatie speelsteden CONCACAF Gold Cup 2013 | · East Hartford Atlanta Baltimore Arlington Sandy Portland Chicago Denver Houston Miami Gardens Pasadena Harrison Seattle Locatie speelsteden CONCACAF Gold Cup 2013 |                    |
| Chicago, IL        | · East Hartford Atlanta Baltimore Arlington Sandy Portland Chicago Denver Houston Miami Gardens Pasadena Harrison Seattle Locatie speelsteden CONCACAF Gold Cup 2013 | · East Hartford Atlanta Baltimore Arlington Sandy Portland Chicago Denver Houston Miami Gardens Pasadena Harrison Seattle Locatie speelsteden CONCACAF Gold Cup 2013 | · East Hartford Atlanta Baltimore Arlington Sandy Portland Chicago Denver Houston Miami Gardens Pasadena Harrison Seattle Locatie speelsteden CONCACAF Gold Cup 2013 | East Hartford, CT  |
| Soldier Field      | · East Hartford Atlanta Baltimore Arlington Sandy Portland Chicago Denver Houston Miami Gardens Pasadena Harrison Seattle Locatie speelsteden CONCACAF Gold Cup 2013 | · East Hartford Atlanta Baltimore Arlington Sandy Portland Chicago Denver Houston Miami Gardens Pasadena Harrison Seattle Locatie speelsteden CONCACAF Gold Cup 2013 | · East Hartford Atlanta Baltimore Arlington Sandy Portland Chicago Denver Houston Miami Gardens Pasadena Harrison Seattle Locatie speelsteden CONCACAF Gold Cup 2013 | Rentschler Field   |
| Capaciteit: 61.500 | · East Hartford Atlanta Baltimore Arlington Sandy Portland Chicago Denver Houston Miami Gardens Pasadena Harrison Seattle Locatie speelsteden CONCACAF Gold Cup 2013 | · East Hartford Atlanta Baltimore Arlington Sandy Portland Chicago Denver Houston Miami Gardens Pasadena Harrison Seattle Locatie speelsteden CONCACAF Gold Cup 2013 | · East Hartford Atlanta Baltimore Arlington Sandy Portland Chicago Denver Houston Miami Gardens Pasadena Harrison Seattle Locatie speelsteden CONCACAF Gold Cup 2013 | Capaciteit: 40.000 |
| Finale             | · East Hartford Atlanta Baltimore Arlington Sandy Portland Chicago Denver Houston Miami Gardens Pasadena Harrison Seattle Locatie speelsteden CONCACAF Gold Cup 2013 | · East Hartford Atlanta Baltimore Arlington Sandy Portland Chicago Denver Houston Miami Gardens Pasadena Harrison Seattle Locatie speelsteden CONCACAF Gold Cup 2013 | · East Hartford Atlanta Baltimore Arlington Sandy Portland Chicago Denver Houston Miami Gardens Pasadena Harrison Seattle Locatie speelsteden CONCACAF Gold Cup 2013 | Groep C            |
|                    | · East Hartford Atlanta Baltimore Arlington Sandy Portland Chicago Denver Houston Miami Gardens Pasadena Harrison Seattle Locatie speelsteden CONCACAF Gold Cup 2013 | · East Hartford Atlanta Baltimore Arlington Sandy Portland Chicago Denver Houston Miami Gardens Pasadena Harrison Seattle Locatie speelsteden CONCACAF Gold Cup 2013 | · East Hartford Atlanta Baltimore Arlington Sandy Portland Chicago Denver Houston Miami Gardens Pasadena Harrison Seattle Locatie speelsteden CONCACAF Gold Cup 2013 |                    |
| Harrison, NJ       | Houston, TX | Portland, OR | Sandy, UT | Sandy, UT          |
| Red Bull Arena     | BBVA Compass Stadium | Jeld-Wen Field | Rio Tinto Stadium | Rio Tinto Stadium  |
| Capaciteit: 25.189 | Capaciteit: 22.039 | Capaciteit: 20.438 | Capaciteit: 20.213 | Capaciteit: 20.213 |
| Groep B            | Groep B | Groep C | Groep C | Groep C            |
|                    | | | |                    |

## Groepsfase
De loting voor het eindtoernooi vond plaats op 13 maart 2013.
| Legenda | Legenda |
| ------- | --- |
|         | Teams die zich hebben gekwalificeerd voor de kwartfinales - Groepswinnaars - Nummers 2 in alle groepen - De 2 beste nummers 3 |

### Groep A
| Team       | Gsp | W | G | V | DV | DT | DS | Pnt |
| ---------- | --- | - | - | - | -- | -- | -- | --- |
| Panama     | 3   | 2 | 1 | 0 | 3  | 1  | +2 | 7   |
| Mexico     | 3   | 2 | 0 | 1 | 6  | 3  | +3 | 6   |
| Martinique | 3   | 1 | 0 | 2 | 2  | 4  | –2 | 3   |
| Canada     | 3   | 0 | 1 | 2 | 0  | 3  | –3 | 1   |

|                           |        |                  |                |                                                                              |
| 7 juli 2013 17:30 (UTC−4) | Canada | 0 – 1            | Martinique     | Rose Bowl, Pasadena Toeschouwers: 56.822 Scheidsrechter: Marcos Brea ( Cuba) |
| 7 juli 2013 17:30 (UTC−4) |        | Wedstrijdverslag | 90+3' Reuperné | Rose Bowl, Pasadena Toeschouwers: 56.822 Scheidsrechter: Marcos Brea ( Cuba) |

|                                              |              |                             |                          |                                                                                       |
| 7 juli 2013 «onderlinge duels» 20:00 (UTC−4) | Mexico       | 1 – 2                       | Panama                   | Rose Bowl, Pasadena Toeschouwers: 56.822 Scheidsrechter: Wálter Quesada ( Costa Rica) |
| 7 juli 2013 «onderlinge duels» 20:00 (UTC−4) | Fabián 45+2' | Wedstrijdverslag[dode link] | 7' (pen.), 48' G. Torres | Rose Bowl, Pasadena Toeschouwers: 56.822 Scheidsrechter: Wálter Quesada ( Costa Rica) |

|                            |                      |                             |            |                                                                                                   |
| 11 juli 2013 20:30 (UTC−4) | Panama               | 1 – 0                       | Martinique | CenturyLink Field, Seattle Toeschouwers: 28.354 Scheidsrechter: Armando Castro Oviedo ( Honduras) |
| 11 juli 2013 20:30 (UTC−4) | G. Torres 85' (pen.) | Wedstrijdverslag[dode link] |            | CenturyLink Field, Seattle Toeschouwers: 28.354 Scheidsrechter: Armando Castro Oviedo ( Honduras) |

|                                               |                                  |                             |        |                                                                                             |
| 11 juli 2013 «onderlinge duels» 23:00 (UTC−4) | Mexico                           | 2 – 0                       | Canada | CenturyLink Field, Seattle Toeschouwers: 28.354 Scheidsrechter: Joel Aguilar ( El Salvador) |
| 11 juli 2013 «onderlinge duels» 23:00 (UTC−4) | R. Jiménez 42' Fabián 57' (pen.) | Wedstrijdverslag[dode link] |        | CenturyLink Field, Seattle Toeschouwers: 28.354 Scheidsrechter: Joel Aguilar ( El Salvador) |

|                                               |                             |       |        | |
| 14 juli 2013 «onderlinge duels» 15:30 (UTC−4) | Panama                      | 0 – 0 | Canada | Sports Authority Field at Mile High, Denver Toeschouwers: 30.000 Scheidsrechter: Wálter Quesada ( Costa Rica) |
| 14 juli 2013 «onderlinge duels» 15:30 (UTC−4) | Wedstrijdverslag[dode link] |       |        | Sports Authority Field at Mile High, Denver Toeschouwers: 30.000 Scheidsrechter: Wálter Quesada ( Costa Rica) |

|                            |                      |                             |                                 | |
| 14 juli 2013 18:00 (UTC−4) | Martinique           | 1 – 3                       | Mexico                          | Sports Authority Field at Mile High, Denver Toeschouwers: 30.000 Scheidsrechter: Mark Geiger ( Verenigde Staten) |
| 14 juli 2013 18:00 (UTC−4) | Parsemain 43' (pen.) | Wedstrijdverslag[dode link] | 21' Fabián 34' Montes 90' Ponce | Sports Authority Field at Mile High, Denver Toeschouwers: 30.000 Scheidsrechter: Mark Geiger ( Verenigde Staten) |

### Groep B
| Team               | Gsp | W | G | V | DV | DT | DS | Pnt |
| ------------------ | --- | - | - | - | -- | -- | -- | --- |
| Honduras           | 3   | 2 | 0 | 1 | 3  | 2  | +1 | 6   |
| Trinidad en Tobago | 3   | 1 | 1 | 1 | 4  | 4  | 0  | 4   |
| El Salvador        | 3   | 1 | 1 | 1 | 3  | 3  | 0  | 4   |
| Haïti              | 3   | 1 | 0 | 2 | 2  | 3  | –1 | 3   |

|                                              |                 |                             |                         |                                                                                         |
| 8 juli 2013 «onderlinge duels» 19:00 (UTC−4) | El Salvador     | 2 – 2                       | Trinidad en Tobago      | Red Bull Arena, Harrison Toeschouwers: 20.000 Scheidsrechter: Marco Rodríguez ( Mexico) |
| 8 juli 2013 «onderlinge duels» 19:00 (UTC−4) | Zelaya 22', 69' | Wedstrijdverslag[dode link] | 11' Daniel 73' K. Jones | Red Bull Arena, Harrison Toeschouwers: 20.000 Scheidsrechter: Marco Rodríguez ( Mexico) |

|                                              |       |                             |                              |                                                                                       |
| 8 juli 2013 «onderlinge duels» 21:30 (UTC−4) | Haïti | 0 – 2                       | Honduras                     | Red Bull Arena, Harrison Toeschouwers: 20.000 Scheidsrechter: Hugo Cruz ( Costa Rica) |
| 8 juli 2013 «onderlinge duels» 21:30 (UTC−4) |       | Wedstrijdverslag[dode link] | 4' R. Martínez 77' M. Chavez | Red Bull Arena, Harrison Toeschouwers: 20.000 Scheidsrechter: Hugo Cruz ( Costa Rica) |

|                                               |                    |                  |                  |                                                                                                  |
| 12 juli 2013 «onderlinge duels» 19:00 (UTC−4) | Trinidad en Tobago | 0 – 2            | Haïti            | Sun Life Stadium, Miami Gardens Toeschouwers: 28.713 Scheidsrechter: Jeffrey Solís ( Costa Rica) |
| 12 juli 2013 «onderlinge duels» 19:00 (UTC−4) |                    | Wedstrijdverslag | 16', 53' Maurice | Sun Life Stadium, Miami Gardens Toeschouwers: 28.713 Scheidsrechter: Jeffrey Solís ( Costa Rica) |

|                                               |              |                  |             | |
| 12 juli 2013 «onderlinge duels» 21:30 (UTC−4) | Honduras     | 1 – 0            | El Salvador | Sun Life Stadium, Miami Gardens Toeschouwers: 28.713 Scheidsrechter: Jair Marrufo ( Verenigde Staten) |
| 12 juli 2013 «onderlinge duels» 21:30 (UTC−4) | Claros 90+2' | Wedstrijdverslag |             | Sun Life Stadium, Miami Gardens Toeschouwers: 28.713 Scheidsrechter: Jair Marrufo ( Verenigde Staten) |

|                                               |             |                  |       |                                                                                                 |
| 15 juli 2013 «onderlinge duels» 19:00 (UTC−4) | El Salvador | 1 – 0            | Haïti | BBVA Compass Stadium, Houston Toeschouwers: 21.783 Scheidsrechter: Javier Santos ( Puerto Rico) |
| 15 juli 2013 «onderlinge duels» 19:00 (UTC−4) | Zelaya 76'  | Wedstrijdverslag |       | BBVA Compass Stadium, Houston Toeschouwers: 21.783 Scheidsrechter: Javier Santos ( Puerto Rico) |

|                                               |          |                  |                             |                                                                                              |
| 15 juli 2013 «onderlinge duels» 21:30 (UTC−4) | Honduras | 0 – 2            | Trinidad en Tobago          | BBVA Compass Stadium, Houston Toeschouwers: 21.783 Scheidsrechter: Marco Rodríguez ( Mexico) |
| 15 juli 2013 «onderlinge duels» 21:30 (UTC−4) |          | Wedstrijdverslag | 48' (pen.) Jones 67' Molino | BBVA Compass Stadium, Houston Toeschouwers: 21.783 Scheidsrechter: Marco Rodríguez ( Mexico) |

### Groep C
| Team             | Gsp. | W | G | V | DV | DT | DS  | Pnt |
| ---------------- | ---- | - | - | - | -- | -- | --- | --- |
| Verenigde Staten | 3    | 3 | 0 | 0 | 11 | 2  | +9  | 9   |
| Costa Rica       | 3    | 2 | 0 | 1 | 4  | 1  | +3  | 6   |
| Cuba             | 3    | 1 | 0 | 2 | 5  | 7  | –2  | 3   |
| Belize           | 3    | 0 | 0 | 3 | 1  | 11 | –10 | 0   |

|                                              |                                |                             |      |                                                                                            |
| 9 juli 2013 «onderlinge duels» 20:30 (UTC−4) | Costa Rica                     | 3 – 0                       | Cuba | Jeld-Wen Field, Portland Toeschouwers: 18.724 Scheidsrechter: Elmer Bonilla ( El Salvador) |
| 9 juli 2013 «onderlinge duels» 20:30 (UTC−4) | Barrantes 52', 77' Arrieta 71' | Wedstrijdverslag[dode link] |      | Jeld-Wen Field, Portland Toeschouwers: 18.724 Scheidsrechter: Elmer Bonilla ( El Salvador) |

|                                              |             |                  |                                                                           |                                                                                            |
| 9 juli 2013 «onderlinge duels» 23:00 (UTC−4) | Belize      | 1 – 6            | Verenigde Staten                                                          | Jeld-Wen Field, Portland Toeschouwers: 18.724 Scheidsrechter: Héctor Rodriguez ( Honduras) |
| 9 juli 2013 «onderlinge duels» 23:00 (UTC−4) | Gaynair 40' | Wedstrijdverslag | 12', 37', 41' Wondolowski 58' Holden 72' Orozco Fiscal 76' (pen.) Donovan | Jeld-Wen Field, Portland Toeschouwers: 18.724 Scheidsrechter: Héctor Rodriguez ( Honduras) |

|                                               |                                             |                             |             |                                                                                     |
| 13 juli 2013 «onderlinge duels» 15:30 (UTC−4) | Verenigde Staten                            | 4 – 1                       | Cuba        | Rio Tinto Stadium, Sandy Toeschouwers: 17.597 Scheidsrechter: Dave Gantar ( Canada) |
| 13 juli 2013 «onderlinge duels» 15:30 (UTC−4) | Donovan 46' Corona 56' Wondolowski 65', 84' | Wedstrijdverslag[dode link] | 35' Alfonso | Rio Tinto Stadium, Sandy Toeschouwers: 17.597 Scheidsrechter: Dave Gantar ( Canada) |

|                                               |                  |                             |        |                                                                                             |
| 13 juli 2013 «onderlinge duels» 18:00 (UTC−4) | Costa Rica       | 1 – 0                       | Belize | Rio Tinto Stadium, Sandy Toeschouwers: 17.597 Scheidsrechter: Enrico Wijngaarde ( Suriname) |
| 13 juli 2013 «onderlinge duels» 18:00 (UTC−4) | Eiley 49' (e.d.) | Wedstrijdverslag[dode link] |        | Rio Tinto Stadium, Sandy Toeschouwers: 17.597 Scheidsrechter: Enrico Wijngaarde ( Suriname) |

|                                               |                                      |       |        | |
| 16 juli 2013 «onderlinge duels» 17:30 (UTC−4) | Cuba                                 | 4 – 0 | Belize | Rentschler Field, East Hartford Toeschouwers: 25.432 Scheidsrechter: Enrico Wijngaarde ( Suriname) |
| 16 juli 2013 «onderlinge duels» 17:30 (UTC−4) | Martínez 39', 62', 84' Márquez 92+2' |       |        | Rentschler Field, East Hartford Toeschouwers: 25.432 Scheidsrechter: Enrico Wijngaarde ( Suriname) |

|                                               |                  |       |            |                                                                                                   |
| 16 juli 2013 «onderlinge duels» 20:00 (UTC−4) | Verenigde Staten | 1 – 0 | Costa Rica | Rentschler Field, East Hartford Toeschouwers: 25.432 Scheidsrechter: Courtney Campbell ( Jamaica) |
| 16 juli 2013 «onderlinge duels» 20:00 (UTC−4) | Shea 82'         |       |            | Rentschler Field, East Hartford Toeschouwers: 25.432 Scheidsrechter: Courtney Campbell ( Jamaica) |

### Nummers drie
| Grp | Team        | Gsp | W | G | V | DV | DT | DS | Pnt |
| --- | ----------- | --- | - | - | - | -- | -- | -- | --- |
| B   | El Salvador | 3   | 1 | 1 | 1 | 3  | 3  | 0  | 4   |
| C   | Cuba        | 3   | 1 | 0 | 2 | 5  | 7  | –2 | 3   |
| A   | Martinique  | 3   | 1 | 0 | 2 | 2  | 4  | –2 | 3   |

## Knock-outfase
|  | kwartfinale         | kwartfinale         |                     |   | halve finale | halve finale |  |  | finale | finale |
|  |                     |                     |                     |   |              |              |  |  |        |        |
|  |                     |                     |                     |   |              |              |  |  |        |        |
|  | 20 juli – Atlanta   |                     |                     |   |              |              |  |  |        |        |
|  |                     |                     |                     |   |              |              |  |  |        |        |
|  | Panama              | 6                   |                     |   |              |              |  |  |        |        |
|  | Panama              | 6                   | 24 juli – Arlington |   |              |              |  |  |        |        |
|  | Cuba                | 1                   |                     |   |              |              |  |  |        |        |
|  | Cuba                | 1                   | Panama              | 2 |              |              |  |  |        |        |
|  | 20 juli – Atlanta   |                     | Panama              | 2 |              |              |  |  |        |        |
|  |                     | Mexico              | 1                   |   |              |              |  |  |        |        |
|  | Mexico              | Mexico              | 1                   | 1 |              |              |  |  |        |        |
|  | Mexico              |                     | 28 juli – Chicago   | 1 |              |              |  |  |        |        |
|  | Trinidad en Tob.    | 0                   |                     |   |              |              |  |  |        |        |
|  | Trinidad en Tob.    | 0                   | Verenigde Staten    | 1 |              |              |  |  |        |        |
|  | 21 juli – Baltimore |                     | Verenigde Staten    | 1 |              |              |  |  |        |        |
|  |                     | Panama              | 0                   |   |              |              |  |  |        |        |
|  | Verenigde Staten    | Panama              | 0                   | 5 |              |              |  |  |        |        |
|  | Verenigde Staten    | 24 juli – Arlington |                     | 5 |              |              |  |  |        |        |
|  | El Salvador         | 1                   |                     |   |              |              |  |  |        |        |
|  | El Salvador         | 1                   | Verenigde Staten    | 3 |              |              |  |  |        |        |
|  | 21 juli – Baltimore |                     | Verenigde Staten    | 3 |              |              |  |  |        |        |
|  |                     | Honduras            | 1                   |   |              |              |  |  |        |        |
|  | Honduras            | Honduras            | 1                   | 1 |              |              |  |  |        |        |
|  | Honduras            |                     |                     | 1 |              |              |  |  |        |        |
|  | Costa Rica          | 0                   |                     |   |              |              |  |  |        |        |
|  | Costa Rica          | 0                   |                     |   |              |              |  |  |        |        |

### Kwartfinales
|                                               |                                                                       |                             |             |                                                                                            |
| 20 juli 2013 «onderlinge duels» 18:00 (UTC−4) | Panama                                                                | 6 – 1                       | Cuba        | Georgia Dome, Atlanta Toeschouwers: 54.229 Scheidsrechter: Mark Geiger ( Verenigde Staten) |
| 20 juli 2013 «onderlinge duels» 18:00 (UTC−4) | G. Torres 25' (pen.), 37' Rodríguez 68' B. Perez 78', 87' Jiménez 85' | Wedstrijdverslag[dode link] | 21' Alfonso | Georgia Dome, Atlanta Toeschouwers: 54.229 Scheidsrechter: Mark Geiger ( Verenigde Staten) |

|                                               |                |                             |                    |                                                                                        |
| 20 juli 2013 «onderlinge duels» 15:00 (UTC−4) | Mexico         | 1 – 0                       | Trinidad en Tobago | Georgia Dome, Atlanta Toeschouwers: 54.229 Scheidsrechter: Joel Aguilar ( El Salvador) |
| 20 juli 2013 «onderlinge duels» 15:00 (UTC−4) | R. Jiménez 84' | Wedstrijdverslag[dode link] |                    | Georgia Dome, Atlanta Toeschouwers: 54.229 Scheidsrechter: Joel Aguilar ( El Salvador) |

|                                               |                                                                |                             |                   |                                                                                                |
| 21 juli 2013 «onderlinge duels» 16:00 (UTC−4) | Verenigde Staten                                               | 5 – 1                       | El Salvador       | M&T Bank Stadium, Baltimore Toeschouwers: 70.540 Scheidsrechter: Enrico Wijngaarde ( Suriname) |
| 21 juli 2013 «onderlinge duels» 16:00 (UTC−4) | Goodson 21' Corona 29' E. Johnson 60' Donovan 78' Diskerud 83' | Wedstrijdverslag[dode link] | 39' (pen.) Zelaya | M&T Bank Stadium, Baltimore Toeschouwers: 70.540 Scheidsrechter: Enrico Wijngaarde ( Suriname) |

|                                               |           |                             |            |                                                                                               |
| 21 juli 2013 «onderlinge duels» 19:00 (UTC−4) | Honduras  | 1 – 0                       | Costa Rica | M&T Bank Stadium, Baltimore Toeschouwers: 70.540 Scheidsrechter: Courtney Campbell ( Jamaica) |
| 21 juli 2013 «onderlinge duels» 19:00 (UTC−4) | Najar 49' | Wedstrijdverslag[dode link] |            | M&T Bank Stadium, Baltimore Toeschouwers: 70.540 Scheidsrechter: Courtney Campbell ( Jamaica) |

### Halve finales
|                                               |                                 |                             |            |                                                                                              |
| 24 juli 2013 «onderlinge duels» 19:00 (UTC−4) | Verenigde Staten                | 3 – 1                       | Honduras   | Cowboys Stadium, Arlington Toeschouwers: 81.410 Scheidsrechter: Wálter Quesada ( Costa Rica) |
| 24 juli 2013 «onderlinge duels» 19:00 (UTC−4) | E. Johnson 11' Donovan 27', 53' | Wedstrijdverslag[dode link] | 52' Medina | Cowboys Stadium, Arlington Toeschouwers: 81.410 Scheidsrechter: Wálter Quesada ( Costa Rica) |

|                                               |                            |                             |            |                                                                                              |
| 24 juli 2013 «onderlinge duels» 22:00 (UTC−4) | Panama                     | 2 – 1                       | Mexico     | Cowboys Stadium, Arlington Toeschouwers: 81.410 Scheidsrechter: Courtney Campbell ( Jamaica) |
| 24 juli 2013 «onderlinge duels» 22:00 (UTC−4) | B. Pérez 13' R. Torres 61' | Wedstrijdverslag[dode link] | 26' Montes | Cowboys Stadium, Arlington Toeschouwers: 81.410 Scheidsrechter: Courtney Campbell ( Jamaica) |

### Finale
|                                               |                  |                             |        |                                                                                         |
| 28 juli 2013 «onderlinge duels» 16:00 (UTC−4) | Verenigde Staten | 1 – 0                       | Panama | Soldier Field, Chicago Toeschouwers: 57.920 Scheidsrechter: Joel Aguilar ( El Salvador) |
| 28 juli 2013 «onderlinge duels» 16:00 (UTC−4) | Shea 69'         | Wedstrijdverslag[dode link] |        | Soldier Field, Chicago Toeschouwers: 57.920 Scheidsrechter: Joel Aguilar ( El Salvador) |

| CONCACAF Gold Cup Winnaar 2013 |
| ------------------------------ |
| VERENIGDE STATEN 5de titel     |

## Doelpuntenmakers
5 doelpunten
- Gabriel Torres

- Landon Donovan

- Chris Wondolowski

4 doelpunten
- Rodolfo Zelaya

3 doelpunten
- Ariel Martínez

- Marco Fabián

- Blas Pérez

2 doelpunten
- Michael Barrantes
- José Ciprian Alfonso
- Jean-Eudes Maurice

- Raúl Jiménez
- Luis Montes
- Kenwyne Jones

- Joe Corona
- Eddie Johnson
- Brek Shea

1 doelpunt
- Ian Gaynair
- Jairo Arrieta
- Yénier Márquez
- Marvin Chávez
- Jorge Claros
- Rony Martínez
- Nery Medina

- Andy Najar
- Kévin Parsemain
- Fabrice Reuperné
- Miguel Ángel Ponce
- Jairo Jiménez
- Carlos Gabriel Rodríguez
- Román Torres

- Keon Daniel
- Kevin Molino
- Mikkel Diskerud
- Clarence Goodson
- Stuart Holden
- Michael Orozco Fiscal

Eigen doelpunt
- Dalton Eiley (tegen Costa Rica)